# Holladay
Holladay je město v okresu Salt Lake County ve státě Utah ve Spojených státech amerických. K roku 2010 zde žilo 26 472 obyvatel. S celkovou rozlohou 13,8 km² byla hustota zalidnění 1 918,26 obyvatel na km².